# Dorian Harewood
Pour les articles homonymes, voir Harewood.
Dorian Harewood est un acteur et chanteur américain, né le 6 août 1950 à Dayton dans l'Ohio.

## Biographie

### Enfance et formation
Dorian Harewood est né à Dayton dans l'Ohio, fils d'Emerson Macaulay (1915–1980) et d'Estelle Olivia Harewood (1924–1991). Il a cinq frères et sœurs, Emerson M. Harewood, Jr. (mort), Theolanda Harewood (morte), Philip B. Harewood (mort), Floranne E. Dunford et Lawanda G. Pitts.
En 1972, il obtient son diplôme au conservatoire de musique à l'université de Cincinnati. En même temps, il participe au Kings Island, où il chante et danse jusqu’en 1973.

### Carrière
En 1979, Dorian Harewood se fait d’abord remarquer dans le rôle de Simon Haley — père de l'auteur de Alex Haley — dans la mini-série Roots: The Next Generations, adaptée des sept derniers chapitres du roman Racines (Roots: The Saga of an American Family) d’Alex Haley (1976).
En 1984, il prête ses traits à l’athlète Jesse Owens dans le téléfilm The Jesse Owens Story de Richard Irving et, en 1987, au soldat « Blackboule » (ou « Eightball » dans la version originale) dans le film de guerre psychologique Full Metal Jacket de Stanley Kubrick.
En 1988, il lance son album Love Will Stop Calling.
En 1994, à la cérémonie des NAACP Image Awards, il récolte une récompense du meilleur acteur dans la série dramatique Les Ailes du destin (I'll Fly Away) dans le rôle du saxophoniste de jazz/blues Clarence « Cool Papa » Charleston. Dans la même année, il est Julian Wilkes dans la première saison de la série Viper.

## Filmographie

### Apparitions physiques

#### Longs métrages
- 1976 : Sparkle (en) de Sam O'Steen : Levi
- 1978 : Sauvez le Neptune (Gray Lady Down) de David Greene : Fowler
- 1981 : Looker de Michael Crichton : le lieutenant Masters
- 1984 : Contre toute attente (Against All Odds) de Taylor Hackford : Tommy
- 1984 : Tank de Marvin J. Chomsky : Ed Tippet
- 1985 : Le Jeu du faucon (The Falcon and the Snowman) de John Schlesinger : Gene
- 1987 : Full Metal Jacket de Stanley Kubrick : le soldat « Blackboule » (« Eightball » en VO)
- 1990 : Solar Crisis de Richard C. Sarafian : Borg
- 1990 : Fenêtre sur Pacifique (Pacific Heights) de John Schlesinger : Dennis Reed
- 1995 : Mort subite (Sudden Death) de Peter Hyams : Hallmark
- 1998 : Archibald the Rainbow Painter de Les Landau : Archibald Wright
- 1998 : Sécurité maximum (Evasive Action) de Jerry P. Jacobs : Luke Sinclair
- 2001 : Glitter de Vondie Curtis-Hall : Guy Richardson
- 2003 : Le Salut (Levity) d’Ed Solomon : Mackie Whittaker
- 2003 : Gothika de Mathieu Kassovitz : Teddy Howard
- 2005 : Assaut sur le central 13 (Assault on Precinct 13) de Jean-François Richet : Gil
- 2012 : Mayor Cupcake d’Alex Pires : Albert Peach

#### Téléfilms
- 1975 : Foster and Laurie de John Llewellyn Moxey : Gregory Foster
- 1977 : Panic in Echo Park de John Llewellyn Moxey : Dr Michael Stoner
- 1978 : Siege de Richard Pearce : Simon
- 1979 : An American Christmas Carol d’Eric Till : Matt Reeves
- 1980 : High Ice d’Eugene S. Jones : le lieutenant Zack Hawkins
- 1982 : The Ambush Murders de Steven Hilliard Stern : Ray Ellsworth
- 1982 : Les vampires n'existent pas (I, Desire) de John Llewellyn Moxey : le détective Jerry Van Ness
- 1983 : Don't Ask Me, Ask God de Warren Marcus : le soldat noir
- 1984 : The Jesse Owens Story de Richard Irving : Jesse Owens
- 1984 : Dirty Work de Jerry Thorpe : le lieutenant Jack Hill
- 1987 : Coupable d'innocence (Guilty of Innocence: The Lenell Geter Story) de Richard T. Heffron : Lenell Geter
- 1987 : The Hope Division de Mel Damski : James Reynolds
- 1988 : God Bless the Child de Larry Elikann : Calvin Reed
- 1989 : Kiss Shot de Jerry London : Kevin Merrick
- 1990 : The Knife and Gun Club d’Eric Laneuville : Dr Jack Ducette
- 1990 : Polly: Comin' Home! de Debbie Allen : Dr Shannon
- 1992 : Une deuxième chance (Getting Up and Going Home) de Steven Schachter : Ted
- 1994 : Viper de Danny Bilson : Julian Wilkes
- 1994 : Beauté fatale (Shattered Image) de Fritz Kiersch : Hardy
- 1995 : The Best Defense de Stan Daniels : Phil Martin
- 1997 : Menaces sur le berceau (When the Cradle Falls) de Paul Schneider : le lieutenant Harlan Dugger
- 1997 : Douze hommes en colère (12 Angry Men) de William Friedkin : le juré no 5
- 1998 : Insoupçonnable vérité (A Change of Heart) d’Arvin Brown : Dr Lewis Franklin
- 2000 : Hendrix de Leon Ichaso : Al Hendrix, le père de Jimi Hendrix
- 2000 : The Last Debate de John Badham : Brad Lily
- 2001 : Walter and Henry de Daniel Petrie : Pete Horton
- 2001 : Triangle maudit (The Triangle) de Lewis Teague : le capitaine Louis Morgan
- 2002 : Une place au soleil (Framed) de Daniel Petrie Jr. : George Adams
- 2002 : Les Souliers de Noël (The Christmas Shoes) d’Andy Wolk : Dalton Gregory
- 2003 : Femmes à Hollywood (Hollywood Wives: The New Generation) de Joyce Chopra : Claude St. Claire
- 2006 : Jane Doe : Miss Détective : Le Prix à payer (Joe Doe: The Harder They Fall) : Jim Monroe
- 2008 : Chapitre macabre (Grave Misconduct) d’Armand Mastroianni : Baxter Kyle
- 2015 : Pauvre petite fille riche (The Right Girl) de Bradford May : James Cline

#### Séries télévisées
- 1975 : Les Robinson suisses (Swiss Family Robinson) : Jama (2 épisodes)
- 1977 : Kojak : Jake Riley (saison 4, épisode 16 : The Condemned)
- 1977 : Family (en) : Gil saison 3, épisode 7 : The Little Brother)
- 1978 : Columbo (saison 7, épisode 3 : Meurtre parfait (Make Me a Perfect Murder))
- 1979 : Racines 2 : Les Nouvelles Générations (Roots: The Next Generations) : Simon Haley (5 épisodes)
- 1980 : La Plantation (Beulah Land) : Floyd (3 épisodes)
- 1981-1982 : Strike Force (en) : le sergent Paul Strobber (20 épisodes)
- 1983 : Matt Houston : Jerry « The Rock » Lennox (saison 1, épisode 11 : The Rock and the Hard Place)
- 1983 : Trauma Center : Dr Nate « Skate » Baylor (13 épisodes)
- 1984-1985 : Glitter : Earl Tobin (12 épisodes)
- 1985 : Hôtel (Hotel) : Matthew Bowers (saison 2, épisode 27 : Passports)
- 1986 : Arabesque (Murder, She Wrote) : le shérif Claudell Cox (saison 2, épisode 15 : Powder Keg)
- 1987 : Amerika : Jeffrey Wyman (5 épisodes)
- 1987 : La Belle et la Bête (Beauty and the Beast) : Jason Walker (saison 1, épisode 2 : Terrible Savior)
- 1988 : Matlock : Edward Kramer (2 épisodes)
- 1989 : Le Monde merveilleux de Disney : Polly (The Wonderful World of Disney: Polly) : Dr Shannon
- 1989-1990 : China Beach : Major Melvin P. Otis (3 épisodes)
- 1990 : Sugar and Spice (saison 1, épisode 1 : Pilot)
- 1990-1992 : The Trials of Rosie O'Neill : Hank Mitchell (25 épisodes)
- 1992 : Les Ailes du destin (I'll Fly Away) : Clarence « Cool Papa » Charleston (4 épisodes)
- 1992-1995 : Des Souris à la Maison-Blanche (Capitol Critters) : Moze (7 épisodes)
- 1993 : Time Trax : John Shaw (saison 1, épisode 10 : The Price of Honor)
- 1994 : Docteur Quinn, femme médecin : le sergent Zachary Carver (saison 2, épisode 17 : Buffalo Soldiers)
- 1994-1999 : Viper : Julian Wilkes (14 épisodes)
- 1995 : The Watcher (saison 1, épisode 3 : Heartburned)
- 1999-2000 : The Hoop Life : Eliot Pierce (22 épisodes)
- 1999-2003 : Sept à la maison (7th Heaven) : le révérend Hamilton (10 épisodes)
- 2002-2003 : Boomtown : le capitaine Ronald Hicks (7 épisodes)
- 2005 : Las Vegas : l’agent spécial de la CIA (2 épisodes)
- 2006 : Kyle XY : Lou Daniels (saison 1, épisode 1 : Pilot)
- 2007-2009 : House of Payne : Larry Shelton (4 épisodes)
- 2007 : Private Practice :  Duncan Stinson (saison 1, épisode 2 : In Which Sam Receives an Unexpected Visitor…)
- 2008 : Terminator : Les Chroniques de Sarah Connor (Terminator: The Sarah Connor Chronicles) : Dr Boyd Sherman (3 épisodes)
- 2010 : Outlaw (saison 1, épisode 7 : In Re: Kelvin Jones)

### Usage de sa voix

#### Longs métrages
- 1989 : The Easter Story (vidéo)
- 1994 : Richard au pays des livres magiques (The Pagemaster) de Pixote Hunt et Joe Johnston : le pirate jamaïcain
- 1996 : Siegfried & Roy: Masters of the Impossible (vidéo)
- 1996 : Space Jam de Joe Pytka : Monstar Bupkus
- 2004 : Kangaroo Jack: G'Day U.S.A.! : l’agent (vidéo)
- 2006 : The Adventures of Brer Rabbit : M. Man (vidéo)

#### Téléfilms
- 1996 : Superman: The Last Son of Krypton de Curt Geda, Scott Jeralds et Dan Riba : Ron Troupe
- 2007 : Billy et Mandy, aventuriers de l'au-delà (Billy & Mandy's Big Boogey Adventure) de plusieurs réalisateurs : le vieux Irwin

#### Séries télévisées
- 1986 : The Greatest Adventure: Stories from the Bible saison 1, épisode 13 : The Easter Story)
- 1987 : Jonny Quest
- 1987 : Sky Commanders : Jim Stryker (2 épisodes)
- 1988 : Scooby-Doo : Agence Toutou Risques (A Pup Named Scooby-Doo) : le chef de police
- 1989 : The California Raisin Show : A.C. (saison 1, épisode 1 : The Apple, Raisin-Style)
- 1989 : Fantastic Max : A.C. (3 épisodes)
- 1989 : Tortues Ninja : Les Chevaliers d'écaille (Teenage Mutant Ninja Turtles) : Shredder (4 épisodes)
- 1990 : Potsworth & Co. (13 épisodes)
- 1990 : New Kids on the Block : Maurice Starr, le manager (14 épisodes)
- 1990-1991 : Zazoo U (série télévisée) : Rawld-O / Buck / le lecteur de poème (13 épisodes)
- 1991 : The Pirates of Dark Water
- 1991 : ProStars (en) : Michael Jordan
- 1991 : Myster Mask
- 1991-1993 : La Légende de Prince Vaillant (The Legend of Prince Valiant) (65 épisodes)
- 1992 : Batman (Batman: The Animated Series) : Dan Riley (saison 1, épisode 23 : The Forgotten)
- 1993 : Animaniacs (Steven Spielberg Presents Animaniacs) : Spike / Danny G. (saison 1, épisode 5 : Taming of the Screwy)
- 1993 : Bonkers : Mac (6 épisodes)
- 1993-1996 : Les Motards de l'espace (Biker Mice from Mars) : Modo (65 épisodes)
- 1994 : Aladdin : le capitaine Mirk (2 épisodes)
- 1994 : Mighty Max : Nahmo / Osiris (2 épisodes)
- 1994-1996 : Iron Man : Jim Rhodes / War Machine / Blacklash / … (16 épisodes)
- 1994-1996 : Super Zéro (The Tick: The Animated Series) : Taft / Pineapple Pokopo / Golfer / … (9 épisodes)
- 1994 : Drôles de Monstres (Aaahh!!! Real Monsters) : Kriggle
- 1995 : Sonic the Hedgehog (13 épisodes)
- 1995-1996 : The Savage Dragon : Lieutenant Frank Darling / R. Richard Richards (23 épisodes)
- 1995-1997 : Spider-Man, l'homme-araignée (Spider-Man: The Animated Series) : Tombstone (4 épisodes)
- 1996 : Capitaine Planète (Captain Planet and the Planeteers) : le loup gris / l’éléphant (saison 6, épisode 10 : Twelve Angry Animals)
- 1996 : Gargoyles, les anges de la nuit (Gargoyles) : Boreas / Talos (saison 2, épisode 37 : The New Olympians)
- 1996 : L'Incroyable Hulk (The Incredible Hulk) : Jim Rhodes / la machine de guerre (saison 1, épisode 4 : Helping Hands, Iron Fist)
- 1996 : Gargoyles: The Goliath Chronicles : le petit Anton (saison 1, épisode 8 : Genesis Undone)
- 1996 : Bruno the Kid  (saison 1, épisode 12 : The A-Maze-Ing Adventure)
- 1996 : Mortal Kombat : Les Gardiens du royaume (Mortal Kombat: The Animated Series) : Jax (13 épisodes)
- 1996 : Wing Commander Academy : Jazzman (2 épisodes)
- 1996-1997 : The Real Adventures of Jonny Quest : Tigari / Guard / Officer (2 épisodes)
- 2005 : Le Monde de Maggie : le juge
- 2007 : La Légende des super-héros (Legion of Super Heroes) : Dr Mar Londo

## Discographie
- Love Will Stop Calling (1988, Emeric Records)